# Nevado Santa Vera Cruz
El Nevado Santa Vera Cruz, también conocido como Nevado Cunocollo, es una montaña de Bolivia, ubicada en la región del Altiplano al oeste del país. Tiene una altura de 5.560 metros sobre el nivel del mar, y forma parte de la Cordillera Santa Vera Cruz, que a su vez forma parte de la Cordillera Oriental. Administrativamente está ubicado en el municipio de Ichoca de la provincia de Inquisivi en el departamento de La Paz, 300 km al noroeste de Sucre, la capital del país. A 1,63 km al norte se encuentra el Cerro de la Fortuna (5.493 msnm) y a 10,7 km empieza la Cordillera Quimsa Cruz.
La fauna en la zona de la cordillera donde se encuentra Santa Vera Cruz se limita a las huallatas o gansos salvajes (Oressochen melanopterus) que se posan en lagunas. Los pastos son utilizados por pequeños rebaños de llamas y ovejas pertenecientes a unos pocos habitantes locales.
A sus faldas se encuentran unas minas de wolframio.